# Estádio Tarcísio Araújo
Estádio Tarcísio Araújo – stadion piłkarski, w São Benedito, Ceará, Brazylia, na którym swoje mecze rozgrywa klub Associação Desportiva São Benedito.